# خالد الغرسلاوي
خالد الغرسلاوي، لاعب كرة قدم تونسي .

## روابط خارجية
- خالد الغرسلاوي على موقع قاعدة بيانات كرة القدم.إي يو (الإنجليزية)
- خالد الغرسلاوي على موقع Soccerway.com (الإنجليزية)
- خالد الغرسلاوي على موقع كووورة